# شهرستان سوییشی (آن‌هوئی)
شهرستان سوییشی (به انگلیسی: Suixi County) یک شهرستان در چین است که در هوایبی واقع شده‌است.